# Louis Berckmans
Louis Mathieu Édouard Berckmans ( 1801 - 1883) fue un médico, botánico, arquitecto paisajista belga - estadounidense, especializado en horticultura. Sus padres eran Joannes Berckmans y Carolina van Ravels. En 1829, su primera esposa, Marie-Gaudens murió en el parto de su hijo Prosper. Posteriormente se casó con Marie Rubens en 1834. Ese hijo fue el botánico y taxónomo Prosper Jules Alphonse Berckmans.
Fue consejero provincial de la provincia de Amberes, desde 1836 hasta 1840 y miembro del Consejo comunal de Iteghem comunal.
Después de la Revolución belga, hubo serios conflictos entre la familia y facciones políticas en el país. Así por razones políticas, su familia abandona Bélgica en 1844 para instalarse en París. En 1851, después de haber enviado a sus hijos a EE. UU., finalmente el barón decide también establecerse en los Estados Unidos con su esposa. Adquiere un terreno, en Nueva Jersey, y funda con su hijo Prosper un jardín experimental donde aportan más de mil variedades de peras y experimentan con otras variedades de árboles frutales, en especial melocotón.
En 1857, Louis Berckmans y su familia se instalan en Augusta, Georgia, donde el barón adquiere 148 ha y funda Fruitland Nurseries, uno de los primeros viveros de gran éxito comercial en la venta de árboles frutales del sur de Estados Unidos. Fruitland Nurseries también fue un espacio para la experimentación y un jardín botánico reuniendo a un gran número de árboles frutales y ornamentales de todo Estados Unidos. La firma también importaba árboles y plantas de diferentes países alrededor del mundo.
Los descendientes del barón Berckmans explotaron Fruitland Nurseries hasta 1918, cuando la Augusta National Golf Club se instaló en parte de esas tierras.
Louis y Prosper Berckmans introdujeron un gran número de variedades de árboles frutales y ornamentales en los estados del sur, incluyendo kaki de Japón, kumquat, Citrus trifoliata y otras especies frutales. Su vasta colección de azaleas y de camelias en Fruitland Nurseries contribuyeron a popularizar esas variedades sobre todo en el sur de EE. UU.